# Red Planet
Red Planet ist ein US-amerikanischer Science-Fiction-Film aus dem Jahr 2000, in dem eine kleine Gruppe von Astronauten aufbricht, die Besiedlung des Mars vorzubereiten. Hauptdarsteller sind Carrie-Anne Moss und Val Kilmer. Der Film startete am 1. März 2001 in den deutschen Kinos.

## Handlung
Nachdem die Erde aufgrund zunehmender Verschmutzung unbewohnbar zu werden droht, beginnt man 2025 damit, die Kolonisierung des Mars vorzubereiten. Mit unbemannten Sonden werden Algen auf dessen Oberfläche ausgesetzt, die Sauerstoff produzieren sollen. Zwei Jahrzehnte lang scheint das Projekt zu funktionieren, bis unerwartet die Sauerstoffkonzentration wieder zu sinken beginnt. Eine Gruppe von Wissenschaftlern unter der Führung der Kommandantin und Pilotin Kate Bowman bricht daher mit dem Raumschiff Mars-1 auf, um das Problem zu untersuchen.
Schon bei ihrer Ankunft geraten die Astronauten in Schwierigkeiten, als ihr Schiff in eine Sonneneruption gerät. Bowman bleibt an Bord und versucht, alles wieder in Ordnung zu bringen. Die übrige Crew – Copilot Ted Santen, Bordingenieur Rob Gallagher, die Wissenschaftler Burchenal, Chantilas und Pettengill sowie der vierbeinige Navigations- und Kampfroboter A.M.E.E. (Autonomous Mapping Exploration and Evasion) – verlässt das Schiff in einer Landekapsel, die jedoch vom Kurs abkommt. Nach einer verpatzten Landung verlassen die Männer die Kapsel. Chantilas ist jedoch so schwer verletzt, dass er zum Sterben zurückbleibt. Derweil kann Bowman ein an Bord des Raumschiffs ausgebrochenes Feuer löschen, indem sie die Luft in den Weltraum ablässt. Schließlich kann sie Mars-1 in einer Kreisbahn um den Mars stabilisieren.
Auf der Oberfläche machen die Männer sich auf die Suche nach ihrem Habitat HAB-1, um ihre Luftvorräte aufzufrischen. Sie müssen jedoch feststellen, dass dieses zerstört worden ist. So bereiten sie sich aufs Sterben vor. In einem einsamen Augenblick kommt es zwischen Pettengill und Santen zum Streit, wobei letzterer von Pettengill in eine Felsschlucht gestürzt wird und stirbt. Pettengill erzählt den anderen, Santen habe Suizid begangen. Kurz darauf stellt sich heraus, dass die Atmosphäre atembar ist, und die übrigen drei sind vorerst gerettet. Sie machen ein Lagerfeuer und treffen auf A.M.E.E., dessen Prozessor beim Absturz beschädigt wurde. Als die Astronauten ihn deaktivieren wollen, betrachtet der Roboter sie als Feinde und verletzt Burchenal.
Nach A.M.E.E.s Rückzug suchen die Männer nach der US-amerikanischen Mars-Sonde Pathfinder, die 1997 auf dem Mars gelandet ist. Deren Rover Sojourner enthält eine Kommunikationseinheit, mit deren Hilfe sie mit Bowman in Kontakt treten wollen. Als die Funkverbindung mit Bowman wiederhergestellt ist, erfahren sie, dass ihre einzige Chance zum Verlassen des Planeten eine alte russische Mars-Sonde ist, die nicht wie ursprünglich geplant zur Erde zurückgekehrt ist. Von ihrem außer Kontrolle geratenen Roboter verfolgt, machen sie sich auf den Weg, geraten jedoch in einen Sturm und müssen sich in einer Höhle verstecken. Dort offenbart Gallagher den anderen, dass nur zwei von ihnen in der Sonde Platz haben werden. Er erklärt, zurückbleiben zu wollen.
Gallagher und Burchenal erwachen aus einem kurzen Schlaf und stellen fest, dass Pettengill verschwunden ist: Er will ohne sie abfliegen, wird aber von A.M.E.E. angegriffen und getötet. Als die beiden ihn finden, stoßen sie auf die verloren geglaubten Algen und stellen fest, dass diese einer Spezies allesfressender marsianischer Insekten als Nahrung dienen, deren Verdauungsprozess genug Sauerstoff für eine ganze Atmosphäre produziert und die Tiere sehr leicht entflammbar macht. Burchenal wird von den Insekten angegriffen und sprengt sich mit ihnen in die Luft. Nachdem Gallagher die russische Mars-Sonde erreicht hat, versucht er, sie zu aktivieren. Allerdings enthalten die Akkumulatoren der Sonde nicht mehr genügend Energie. Gallagher benötigt daher eine alternative Energiequelle. Es gelingt ihm in einem letzten Duell mit A.M.E.E., diesen zu überlisten und seine Energiezelle sicherzustellen. Damit kann er nun die russische Mars-Sonde starten und zu Mars-1 zurückkehren. Mit einigen Exemplaren der Käfer und damit einem Mittel zur Erneuerung der Erdatmosphäre brechen er und Bowman zur Heimreise auf, auf der sie sich näherkommen.

## Synchronisation
Die deutschsprachige Synchronisation entstand bei der FFS Film- & Fernseh-Synchron nach dem Dialogbuch von Marius Clarén unter der Dialogregie von Frank Schaff.
| Rolle         | Schauspieler     | Deutscher Synchronsprecher |
| ------------- | ---------------- | -------------------------- |
| Rob Gallagher | Val Kilmer       | Torsten Sense              |
| Kate Bowman   | Carrie-Anne Moss | Martina Treger             |
| Burchenal     | Tom Sizemore     | Jörg Hengstler             |
| Ted Santen    | Benjamin Bratt   | Michael Roll               |
| Chantilas     | Terence Stamp    | Friedrich Georg Beckhaus   |
| Pettengill    | Simon Baker      | Andreas Fröhlich           |
| Lucille       | Jessica Morton   | Andreschka Großmann        |

## Hintergrund
- Die „Mars-Szenen“ wurden größtenteils in Jordanien gedreht.
- In einigen Szenen des Films wird mit Produktplatzierungen agiert, beispielsweise bei den Aufnähern auf den Raumanzügen.
- Der Film war ein kommerzieller Flop und spielte bei Kosten von 75 Millionen Dollar weltweit nur ca. 30 Millionen Dollar ein.
- Im selben Jahr kam der Film Mission to Mars in die Kinos. In beiden Filmen heißt das Raumschiff „Mars One“. Denselben Namen trug auch eine Initiative, welche eine dauerhafte Siedlung auf dem Mars errichten wollte.
- Die Idee Mars Pathfinder und Sojourner zur Kommunikation mit der Erde zu verwenden, findet sich auch im Roman Der Marsianer und dessen Verfilmung Der Marsianer – Rettet Mark Watney.

## Kritiken
„Science-Fiction-Film, der es vor allem mit den technischen Details genau nimmt, während er sich in den Dialogen darum bemüht, dem rationalen Fortschritts- und Technologie-Glauben der Menschen mit Fragen nach der Existenz Gottes sowie der Bedeutung der Kategorie ‚Gottvertrauen‘ zu begegnen. Da er weder interessante Figuren entwirft noch seine Geschichte spannend zu erzählen vermag, bleibt nicht mehr als ein papierner, blutarmer filmischer Entwurf.“

„Furioser Trip ins All mit schönen Tricks – Der 75 Millionen Dollar teure, geschickt erzählte Überlebenskampf besticht durch stilvolle Ausstattung und ausgefeilte Tricks. Und der durchgeknallte Roboter ist echt phänomenal!“